# Lhüntse
Lhüntse, även känd som Lhünzê, är ett härad (dzong) som lyder under Lhoka i Tibet-regionen i sydvästra Kina.